# Lonchaea retalionis
Lonchaea retalionis är en tvåvingeart som beskrevs av Mcalpine 1964. Lonchaea retalionis ingår i släktet Lonchaea och familjen stjärtflugor.
Artens utbredningsområde är Frankrike. Inga underarter finns listade i Catalogue of Life.